# Кіцяска
Кіцяска (рум. Chițeasca) — село у повіті Олт в Румунії. Адміністративно підпорядковане місту Скорнічешть.
Село розташоване на відстані 119 км на захід від Бухареста, 21 км на північний схід від Слатіни, 66 км на схід від Крайови, 147 км на південний захід від Брашова.

## Населення
За даними перепису населення 2002 року у селі проживали 510 осіб, усі — румуни. Усі жителі села рідною мовою назвали румунську.